# オロノ (メイン州)

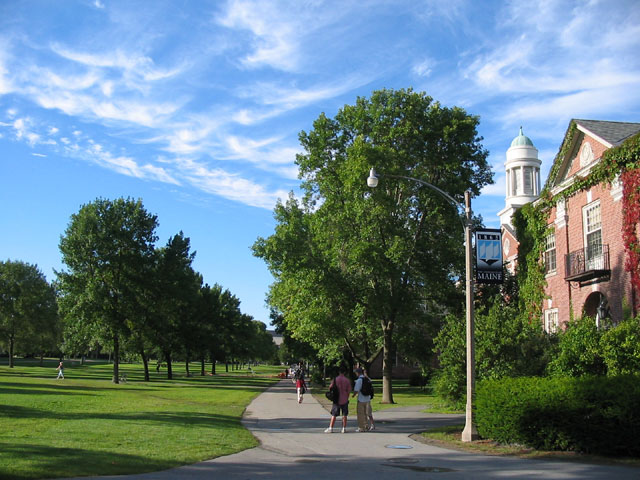
メイン大学

オロノ（Orono）は、アメリカ合衆国メイン州のペノブスコット郡にある町。州中央部の主要都市バンゴーの北東12kmに位置する。人口は1万1183人（2020年） 。町はメイン大学がキャンパスを構える学園都市である。町名は周辺一帯のネイティブ・アメリカン、ペノブスコット族の首長であったジョセフ・オロノ（Joseph Orono）にちなんでいる。

## 歴史
オロノの歴史は1774年にさかのぼることができる。その年、ジェレミア・コルバーン（Jeremiah Colburn）とジョシュア・アイヤーズ（Joshua Ayers）の2人はこの地に入植地を建設した。当時はマサチューセッツ州の管轄下にあった。次いでジョン・マーシュ（John March）はコルバーンとアイヤーズの入植地の近くを流れるペノブスコット川（Penobscot River）の中州に入植した。このことから、この中州はマーシュ島（Marsh Island）と名付けられた。
1806年3月12日にはオロノは正式な町になった。1808年頃、スコットランド出身のジョン・ベノック（John Bennoch）とアンドリュー・ウェブスター（Andrew Webster）はこの一帯に有していた広大な土地を利用し、現在の町域にあたる地域にプランテーションを創った。このプランテーションはスティルウォーター（Stillwater）と名付けられた。やがてこの近辺に住んでいたネイティブ・アメリカンのペノブスコット族の首長で、独立戦争において目覚しい活躍をしたジェセフ・オロノにちなんでオロノと改名された。1820年にはメイン州がマサチューセッツ州から分離して州に昇格した。この頃のオロノは農業によって支えられていた。
やがて1862年、南北戦争の最中に当時の大統領エイブラハム・リンカーンはオロノに州立のランドグラント大学の創設を決定した。3年後の1865年にはメイン州初の州立大学、私立を含めても4校目の大学としてメイン農業・機械大学（Maine College of Agriculture and the Mechanic Arts）が創設された。キャンパスは当時の町の中心から1.6km離れたマーシュ島に創られた。創立から3年後の1868年9月21日に大学は開校した。この大学は1897年に現在のメイン大学に改称された。大学ができたことにより若者がこの町に集まるようになり、1870年には人口2,888人を数えた。

## 地理

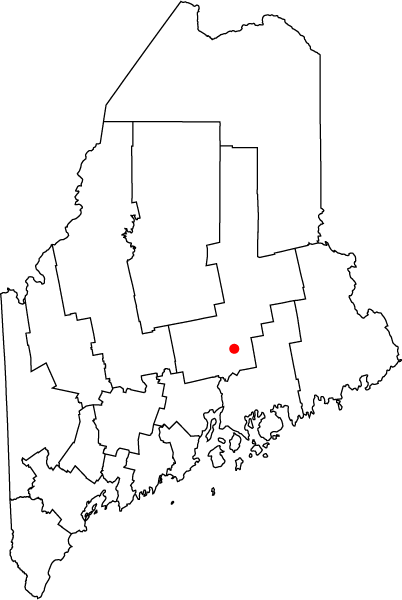
オロノの位置

オロノは北緯44度53分59秒 西経68度40分28秒 / 北緯44.89972度 西経68.67444度に位置している。バンゴーの北東郊12km、ポートランドの北東約220km、ボストンの北東約390kmに位置している。
アメリカ合衆国統計局によると、オロノ町は総面積51.2km²（19.8mi²）である。そのうち47.2km²（18.2mi²）が陸地で4.1km²（1.6mi²）が水域である。総面積の7.94%が水域である。
町はペノブスコット川の西岸に位置し、支流であるスティルウォーター川（Stillwater River）で分かたれている。ダウンタウンはペノブスコット川とスティルウォーター川に囲まれた中州のマーシュ島と本土側の両方に広がっている。メイン大学はマーシュ島側に立地している。町の北約8km、マーシュ島の北端にはオールドタウンの市営空港であるデウィット・フィールド（Dewitt Field）がある。同空港はゼネラル・アビエーションと呼ばれる、自家用機およびチャーター機が主に離着陸する空港であり、旅客機の定期便はない。
オロノの気候は典型的なニューイングランドの気候で、涼しく雨の多い夏と寒さの厳しい冬に特徴付けられる。夏の平均気温は摂氏20度ほどである。冬は平均でも氷点下8度ほどで、氷点下10度を下回ることも珍しくない。降水量は1年を通じてほぼ一定で、年間1,000mm程度である。冬の降雪量は月間50cmにも達する。

## メイン大学
オロノはメイン大学がキャンパスを構える大学町である。メイン州ではベイツ大学、ボウディン大学、コルビー大学の私立3校がよく知られているが、これら3校が少数精鋭制を採り、教養に力を入れるリベラルアーツ・カレッジであるのに対し、このメイン大学は約11,000人の学生を抱える州立の中規模総合大学で、実学に力を入れている。特に創立以来からの伝統である工学の分野に強く、経営学や森林学の分野でも知られている。州きっての州立総合大学ということもあり、学生のほとんどはメイン州出身である。

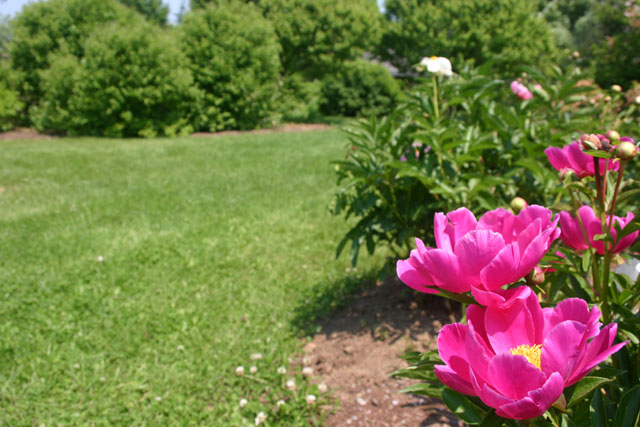
ライル・E・リトルフィールド観賞植物実験園内で咲く花

また、メイン大学はキャンパス内にある3つの植物園でも知られている。1934年に開園したフェイ・ハイランド植物学プランテーション（Fay Hyland Botanical Plantation）はスティルウォーター川の河岸に約40,000m²の敷地を有し、メイン州自生のものをはじめ、世界中の木本植物が植えられている。ライル・E・リトルフィールド観賞植物実験園（Lyle E. Littlefield Ornamentals Trial Garden）は植物園と研究所に分かれ、約65,000m²の敷地を有している。草本・木本合わせて2,500種の植物が栽培されており、特にリンゴ（210種）、ライラック（180種）、ツツジ（150種）、マグノリア（30種）のサンプルが豊富である。その近くには1,400m²の温室、ロジャー・クラップ温室群（Roger Clapp Greenhouses）が建っている。初期は3棟の温室からなり、それぞれ1924年、1928年、1932年に建てられた。1977年には改装され、温室が7棟になった。1980年には同校の園芸学教授を長年務めた教授、ロジャー・クラップの名がつけられた。この温室では世界中の熱帯植物や砂漠植物が栽培され、特にバナナやサボテン、多肉植物のサンプルが豊富である。これら3つの植物園は、メイン大学の研究・教育のために使われている部分を除いて、一般に公開されている。
メイン大学はオロノにおける文化面でも重要な位置を占めている。1986年に開館したメイン芸術センター（Maine Center for the Arts）はキャンパス内に立地するコンサートホールである。同館ではメイン大学の学生などによる各種演技芸術のほか、全米最古のコミュニティ・オーケストラであるバンゴー・シンフォニー・オーケストラ（Bangor Symphony Orchestra）の公演も行なわれている。同館内にはハドソン博物館（Hudson Museum）もある。ハドソン博物館はネイティブ・アメリカンの歴史や芸術に関する展示物を揃えている。

## 人口動態
以下は2000年国勢調査における人口統計データである。
| 基礎データ - 人口: 9,112人 - 世帯数: 2,691世帯 - 家族数: 1,291家族 - 人口密度: 193.2人/km²（500.3人/mi²） - 住居数: 2,899軒 - 住居密度: 61.5軒/km²（159.2軒/mi²） 人種別人口構成 - 白人: 93.54% - アフリカン・アメリカン: 1.38% - ネイティブ・アメリカン: 0.95% - アジア人: 2.39% - 太平洋諸島系: 0.07% - その他の人種: 0.52% - 混血: 1.15% - ヒスパニック・ラテン系: 1.21% 年齢別人口構成 - 18歳未満: 11.9% - 18-24歳: 47.9% - 25-44歳: 17.1% - 45-64歳: 13.8% - 65歳以上: 9.3% - 年齢の中央値: 22歳 - 性比（女性100人あたり男性の人口） - 総人口: 102.5 - 18歳以上: 102.1 | 世帯と家族（対世帯数） - 18歳未満の子供がいる: 21.7% - 結婚・同居している夫婦: 36.6% - 未婚・離婚・死別女性が世帯主: 8.5% - 非家族世帯: 52.0% - 単身世帯: 31.5% - 65歳以上の老人1人暮らし: 10.0% - 平均構成人数 - 世帯: 2.23人 - 家族: 2.81人 収入と家計 - 収入の中央値 - 世帯: 30,619米ドル - 家族: 52,714米ドル - 性別 - 男性: 35,923米ドル - 女性: 24,943米ドル - 人口1人あたり収入: 14,813米ドル - 貧困線以下 - 対人口: 25.0% - 対家族数: 10.3% - 18歳未満: 21.8% - 65歳以上: 6.2% |